# Mark Padmore
Mark Padmore (ur. 8 marca 1961 w Londynie) – brytyjski tenor, ceniony jako wykonawca muzyki dawnej w nurcie wykonawstwa historycznego.
Urodził się w Londynie. Uczył się gry na klarnecie i fortepianie. Edukację muzyczna ukończył w roku 1982.
Współpracował z Williamem Christie i Philippe Herreweghe, z którymi dokonał nagrań muzyki barokowej. Występuje na festiwalach muzycznych, np. na Edinburgh Festival i na Festival d'Aix-en-Provence.
Nagrał także solowy album zatytułowany As Steals the Morn: Handel Arias & Scenes for Tenor by George Frideric Handel. W nagraniu uczestniczył zespół The English Concert pod dyrekcją Andrew Manzea.
W 2019 roku otrzymał tytuł komandora Orderu Imperium Brytyjskiego (CBE).